# Европейски омар
Европейският омар (Homarus gammarus) е вид ракообразно от семейство Омари (Nephropidae).

## Разпространение
Видът е разпространен в Албания, Алжир, Белгия, Босна и Херцеговина, България, Великобритания, Германия, Гибралтар, Гърнси, Гърция, Дания, Джърси, Египет (Синайски полуостров), Израел, Испания (Балеарски острови, Канарски острови и Северно Африкански територии на Испания), Италия (Сардиния и Сицилия), Кипър, Либия, Ливан, Малта, Мароко, Монако, Нидерландия, Норвегия, Палестина, Португалия (Азорски острови и Мадейра), Румъния, Сирия, Словения, Тунис, Турция, Украйна, Франция (Корсика), Хърватия, Черна гора и Швеция.